# Cerkiew św. Jerzego w Bobrujsku
Cerkiew św. Jerzego – prawosławna cerkiew w Bobrujsku, wzniesiona w latach 1905–1907. Świątynia parafialna w dekanacie bobrujskim miejskim eparchii bobrujskiej i bychowskiej Egzarchatu Białoruskiego Patriarchatu Moskiewskiego.
Cerkiew została zbudowana w latach 1905–1907 jako świątynia wojskowa dla oddziałów stacjonujących w twierdzy bobrujskiej. W 1907 gotowy obiekt poświęcił biskup miński Michał. Świątynia była wykorzystywana zgodnie z przeznaczeniem do 1928, gdy obiekt został zaadaptowany na szwalnię, po wcześniejszym zniszczeniu elementów prawosławnej architektury sakralnej (kopuł, dzwonnicy). W czasie II wojny światowej wojsko niemieckie rozmieściło w obiekcie warsztaty naprawy samochodów. Po zakończeniu działań wojennych cerkiew mieściła stołówkę i bibliotekę im. Lenina.
Budynek został zwrócony Rosyjskiemu Kościołowi Prawosławnemu w 1990. Postanowiono wówczas w toku restauracji nadać mu taki sam wygląd, jak miał przed 1928. W 1994 zakończono prace nad rekonstrukcją dzwonnicy i namiotowego dachu. W 1995 odtworzono sztukaterię oraz pierwotny wygląd otworów okiennych i drzwiowych, wstawiono także ikonostas.